# 艾米·比奇
艾米·玛西·切妮·比奇（英語：Amy Marcy Cheney Beach，1867年9月5日—1944年12月27日），常被称为“比奇夫人”，美国作曲家，钢琴家。

## 生平
比奇夫人出生于新罕布什尔州乡下的一个富裕家庭。她从小跟母亲学钢琴，展现出过人的音乐天赋。1875年随家人搬到波士顿居住，曾短暂学习过和声和对位，主要靠自学掌握了作曲知识。1883年她首次登台演出了莫谢莱斯的协奏曲，获得赞誉，后又多次举行音乐会。1885年她与一位大她24岁的外科医生结婚，在丈夫的支持下，她更着力于创作，并写出一批出色的大型作品。1910年她的丈夫去世，她到欧洲旅行演出自己的作品，广受好评，1914年回国时受到英雄式的欢迎。
晚年她定居在纽约，坚持创作并参与许多音乐活动和慈善活动，1944年病逝于纽约。

## 音乐
比奇夫人是浪漫主义时期重要的美国作曲家，也是最出色的女性作曲家之一。她的作品很多，体裁和创作风格各异。她最擅长的领域是钢琴音乐，这些乐曲拥有优美的旋律和华丽的演奏技巧，有时也运用美国民歌和印象派的创作手法。她的交响曲，弥撒曲等大型作品也曾轰动一时，并在美国音乐史上占有一席之地。